# Henry Vane il Vecchio
Henry Vane, noto anche con lo pseudonimo di il Vecchio per essere distinto da suo figlio Henry Vane il Giovane (18 febbraio 1589 – 1655), è stato un politico inglese fu membro della Camera dei Comuni dal 1614 al 1654, quando, a seguito dello scoppio della Guerra civile inglese si schierò in favore del Parlamento contro re Carlo I. Durante il regno di Carlo I ricoprì la carica di Segretario di Stato dal 1640 al 1641.

## Origini ed educazione
Figlio maggiore di Henry Vane (o Fane), originario del villaggio di Hadlow, Kent, e della sua seconda moglie, Margaret, figlia di Roger Twysden, del villaggio di East Peckham e di Anne, una delle figlie di Thomas Wyatt il Giovane. Studiò presso il Brasenose College nell'Università di Oxford immatricolandosi il 15 giugno 1604 e venne ammesso come praticante al Gray's Inn nel 1606.

## La carriera politica
All'età di ventitré anni si sposò con Frances Darcy, figlia di Thomas Darcy di Tolleshurst Darcy, nell'Essex. Subito dopo il matrimonio, grazie all'intercessione del poeta e saggista Thomas Overbury, riuscì a fare il suo ingresso a Corte. L'anno successivo fece uso della somma di 3.000 sterline (parte della dote di sua moglie), per acquistare un incarico nella Cancelleria; fu così abile nel suo nuovo ufficio che riuscì ad ingraziarsi lo stesso sovrano Giacomo I il quale gli garantì la posizione per i successivi 40 anni. Nel 1617 Sir David Foulis gli concesse dietro compenso la carica di Cassiere per l'allora Principe di Galles, incarico che avrebbe continuato a ricoprire quando Carlo venne incoronato re d'Inghilterra. Nel 1629 ottenne l'importante incarico di Comptroller of the Household, antica carica di corte appartenente allo staff del Lord Steward; quest'ultima nomina gli aprì la strada alla più importante mansione di Treasurer of the Household, che ottenne nel settembre del 1639.

La scalata sociale presso la corte inglese di Vane venne bruscamente interrotta a causa dei suoi dissidi sorti con il Duca di Buckingham, dal quale ricevette, come testimonia il Conte di Clarendon, "diverse gravi mortificazioni". Dopo la morte di Buckingham, con il quale si era nel frattempo riconciliato, Vane entrò nei favori del Cancelliere dello Scacchiere Sir Richard Weston. Nel 1614 divenne membro del Parlamento nella Camera dei Comuni come rappresentante del collegio elettorale di Lostwithiel. Nel 1621 venne nuovamente eletto per il collegio elettorale di Carlisle, ed ancora nel 1624, 1625 e 1626. Nonostante la sua presenza costante alla Camera dei Comuni, il suo apporto nei dibattiti parlamentari risulta essere stato piuttosto scarso.

Per ben tre volte, nel febbraio e settembre 1629 e nel 1630, re Carlo I inviò Vane nella Repubblica delle Sette Province Unite per avviare delle trattative di pace tra queste ultime e la Spagna e per ottenere per mezzo di aiuti spagnoli la ricostituzione dell'Elettorato del Palatinato. Nel marzo del 1631 Vane il Vecchio fu inviato in un'altra missione diplomatica, questa volta in Germania, per negoziare un'alleanza con Gustavo II Adolfo di Svezia. I negoziati fallirono sia per le offerte fatte da Carlo I e ritenute insoddisfacenti da Gustavo Adolfo, sia anche per i diverbi personali sorti tra quest'ultimo e l'emissario inglese. Questo fallimento di stringere un'alleanza con le forze protestanti presenti nel continente europeo non diminuirono la stima che il sovrano inglese nutriva per Vane. L'ambasciatore inglese Francis Cottington, leader della fazione filo-cattolica e filo-spagnola presso la corte di Carlo I, ebbe modo di scrivere a Vane: "Grazie alla vostra abile e sapiente condotta di una questione tanto importante, voi avete salvaguardato il denaro e l'onore di Sua Maestà".All'apice della sua carriera, Vane acquistò diverse proprietà, tra le quali le più importanti sono il Castello di Raby, il Castello di Barnard e il villaggio di Longnewton nella Contea di Durham.

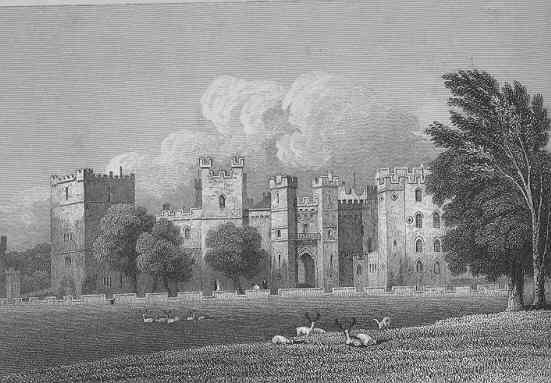
Il castello di Raby, da una stampa dell'opera di John Preston Neale Views of the Seats of Noblemen and Gentlemen (1819).

L'importanza politica di Vane il Vecchio crebbe di spessore a partire dal 1630, quando divenne membro del Consiglio privato di sua maestà. Il diplomatico Sir Thomas Roe lo descrive in una lettera alla Regina di Boemia, come "uno del gabinetto", intendendo con questa definizione che si trattava di uno dei consiglieri ai quali il re attribuiva maggior fiducia. Il 20 novembre 1632 venne nominato Lord commissario dell'ammiragliato e nel maggio del 1633 ospitò il sovrano nel Castello di Raby. Il 10 aprile 1636 venne nominato come uno dei commissari per le colonie e nel decennio 1630-40 ottenne numerosi altri incarichi in diverse commissioni amministrative. Quando in Scozia scoppiarono le cosiddette Guerre dei Vescovi, Vane venne eletto nel numero degli otto consiglieri a cui venne affidato il compito di dirimere la questione per conto del sovrano, ed in questo ufficio, partecipò nella commissione che avrebbe dovuto creare la possibilità di stipulare una pace per porre termine al conflitto. Con grande sorpresa di tutta la corte, il 3 febbraio 1640 Carlo I nominò Vane all'importante carica di Segretario di Stato, al posto di Sir John Coke, nonostante la forte opposizione del Conte di Strafford e grazie all'appoggio del Duca di Hamilton.

## La rivalità con il Conte di Strafford
L'amicizia con il Duca di Hamilton risaliva ai tempi della missione diplomatica in Germania, ed ebbe modo di rinsaldarsi durante le Guerre dei Vescovi, quando Vane si offrì di fungere da intermediario tra Hamilton ed il sovrano inglese. Almeno apparentemente i rapporti tra Vane ed il Conte di Strafford erano amichevoli, ma peggiorarono notevolmente a causa dei disaccordi sul modo di affrontare la questione scozzese, e peggiorarono ulteriormente in merito agli atteggiamenti e alle politiche future da perseguire nei confronti della Scozia. Il dissidio con Vane il Vecchio divenne una frattura definitiva quando in occasione della sua elezione al titolo di Conte, il 12 gennaio 1640, Strafford decise di scegliere come secondo titolo quello di Barone di Raby, casata che apparteneva già a Henry Vane il Vecchio.

In aprile dello stesso anno Vane venne eletto rappresentante parlamentare del collegio elettorale di Wilton all'interno del Corto Parlamento. Durante la sua prima seduta Vane venne incaricato di chiedere ai Comuni sovvenzioni per la guerra, il dibattito finì con un rifiuto del Parlamento ed al suo scioglimento il 5 maggio 1640. Clarendon attribuì la frattura tra sovrano e Parlamento alla pessima condotta di Vane, accusandolo di non aver saputo rappresentare correttamente i sentimenti e le volontà dei parlamentari al sovrano, anzi, addirittura di aver "recitato con malafede quella parte, creando così confusione" e causare così la rovina del Conte di Strafford. Altre voci lo accusavano di aver provocato lo scioglimento del Parlamento con il preciso scopo di evitare l'accusa di monopolio. Molto probabilmente Vane, indipendentemente dalle voci in circolazione, aveva ben interpretato le istruzioni del sovrano, e non a caso Clarendon omette di citare le enormi difficoltà che crearono nel dibattito le questioni degli incarichi militari e del voto contrario del Parlamento al conflitto in Scozia. Lo stesso Carlo I rimase dell'idea che Vane avesse ben esposto le sue ragioni e lo confermò nel suo titolo di Segretario di Stato.

Nel corso della seconda Guerra dei Vescovi del 1640, Vane fu a stretto contatto con il sovrano e le sue lettere dimostrano come godesse di grande fiducia, anche dopo la pesante sconfitta subita dagli inglesi a Newburn per opera dei Covenanters scozzesi. Nel corso del successivo Trattato di Ripon, Vane partecipò in qualità di assistente nei dibattiti con gli Scozzesi.

Nonostante venisse nuovamente eletto nel novembre 1640 come rappresentante per il collegio elettorale di Wilton all'interno del Parlamento Lungo, Henry Vane il Vecchio non venne coinvolto in nessuna delle aspre contese e nei colpi di scena che ebbero come teatro il Parlamento. Questo in parte perché egli non partecipò attivamente ai dibattiti parlamentari ma anche a causa del fatto che la presenza di suo figlio, Henry Vane il Giovane, fra le file degli avversari era per lui motivo di grosso imbarazzo che cercava di evitare disertando le sessioni parlamentari.

Quando alla fine del 1640 il Conte di Strafford venne posto sotto processo con l'accusa da parte di John Pym di aver condotto in maniera fallimentare la campagna scozzese e di aver tramato contro il Parlamento, il ruolo di Henry Vane il Vecchio fu fondamentale. Egli affermò nel processo che Strafford, durante una seduta del Privy Council del 5 maggio 1640, avesse cercato di suggerire a Carlo I la possibilità di utilizzare l'esercito irlandese sotto il suo comando per ripristinare l'ordine in Inghilterra e risolvere i dissidi con il Parlamento con la forza. Gli altri consiglieri presenti alla seduta dichiararono di non ricordare tali parole, ma Vane insistette, facendo uso di alcune note prese proprio durante le discussioni in quella specifica seduta. Carlo I aveva visto quegli appunti ed aveva ordinato che venissero bruciati prima che potessero finire nelle mani del Parlamento, cosa che tuttavia avvenne quando il figlio di Vane, Henry, ne produsse una copia che consegnò a John Pym per accusare pubblicamente Strafford di fronte al Parlamento. Questo episodio segnò una grave frattura tra Vane padre e figlio, anche se molti, compreso Clarendon, sospettassero che quella di Vane fosse una manovra studiata appositamente per provocare la caduta del suo più acerrimo avversario; non esistono tuttavia prove concrete di queste supposizioni da parte dei contemporanei.

## Il dissidio con Carlo I e lo schieramento con i Roundhead
Per mezzo della condanna di Strafford, Vane nutrì la convinzione di poter far riconciliare il Parlamento con il re, attribuendo la responsabilità delle tensioni interamente all'operato ed alle trame di Strafford. Contrariamente alle sue aspettative, Carlo I vide questo episodio come una grave concessione al Parlamento, convincendosi che la fiducia nei confronti del suo Segretario di Stato fosse stata mal riposta. Vane continuò per un certo periodo a svolgere il suo incarico unicamente per le difficoltà oggettive di trovare un degno sostituto. Nel frattempo venne addirittura nominato tra i cinque Lord gran tesorieri per sostituire l'arcivescovo William Juxon che aveva rassegnato le sue dimissioni nel maggio del 1641.

Nell'agosto di quello stesso anno, Vane accompagnò Carlo I in Scozia, e al loro ritorno, Sir Thomas Savile venne nominato al posto di Vane alla carica di Lord gran tesoriere, e nel novembre del 1641 Vane venne destituito sia dall'incarico di Segretario di Stato che da tutti gli altri incarichi a corte.

Come risposta e reazione alle decisioni del sovrano, Vane il Vecchio decise di schierarsi con la fazione dei Roundhead, tra le cui file si trovava già da tempo suo figlio Henry che ne era nel frattempo diventato figura di spicco. Il 13 dicembre 1641 Vane venne inserito all'interno della commissione parlamentare per gli affari irlandesi per volontà di Pym. Nel marzo del 1642 il Parlamento promulgò la Militia Ordinance con la quale il Parlamento si attribuiva il diritto di eleggere, al posto del re, i Lord luogotenenti. Questa legge segnò un'ulteriore frattura tra sovrano e Parlamento, ma Vane ne fu beneficiato ricevendo la carica di Lord Luogotenente di Durham il 10 febbraio 1642. Allo scoppio della Guerra civile inglese, Durham, di dichiarati sentimenti realisti, cadde sotto il controllo della fazione fedele alla corona; per questo motivo Vane, in qualità di Lord luogotenente ebbe scarse possibilità di esercitare la propria autorità almeno fino a quando non venne riconquistata alla fine del 1644. Di questo fatto Vane venne fortemente criticato da John Lilburne, avversario di entrambi i Vane in Parlamento, il quale sostenne che Durham era stata persa per la negligenza e l'ambiguità del suo Lord Luogotenente; fortunatamente per Vane, il Parlamento non tenne conto di tali accuse.

Vane venne eletto membro del Committee of Both Kingdoms, il comitato parlamentare costituito durante la Guerra civile inglese e frutto dell'alleanza tra la fazione parlamentare ed i covenanters scozzesi e, nell'aprile del 1645, venne nominato come uno dei rappresentanti dello stesso Committee in seno all'esercito ausiliario scozzese. Questi incarichi sono la testimonianza del fatto che Vane riuscì a guadagnare la fiducia della fazione parlamentare; un'ulteriore conferma di questo fatto è data dal fatto che, fra le richieste fatte dalla delegazione parlamentare al re durante il fallimentare Trattato di Uxbridge, si trova quella di risarcimento a Vane per i continui saccheggi e le occupazioni della sua residenza di Raby da parte delle due fazioni in guerra.

Vane sedette nel Rump Parliament a seguito della Purga di Pride del dicembre 1648, ma la proposta di eleggerlo membro del Consiglio di Stato Inglese nel febbraio 1650 non venne approvata dal Parlamento. All'interno del Primo Parlamento del Protettorato, Vane venne eletto rappresentante parlamentare del collegio del Kent.
Vane morì all'età di 66 anni nel maggio del 1655, secondo la fazione realista per suicidio, a causa del rimorso per le sue responsabilità nell'esecuzione di Strafford. La sua vedova, Frances, morì il 2 agosto 1663 e venne sepolta a Shipbourne, nel Kent.

## Eredi
Il figlio maggiore di Vane, Henry Vane il Giovane fu uno statista di chiara fede puritana, uno dei rappresentanti di spicco della fazione dei Roundhead, ricoprì la carica di 6º Governatore della Colonia della Massachusetts Bay, ed ebbe l'incarico di Tesoriere della marina sotto il regno di Carlo I, e fu Lord Presidente del Consiglio di Stato Inglese durante la guerra civile.

Il secondogenito, George, nato nel 1618, venne nominato cavaliere il 22 novembre 1640. Venne nominato Alto sceriffo di Durham nel settembre del 1645, molte delle sue lettere inviate al padre sono rimaste conservate e risultano una fonte molto preziosa per le vicende economiche e politiche della regione a lui contemporanee. Sposò Elizabet, figlia di Sir Lionel Maddison di Rogerly, e fu sepolto nella contea di Durham il 1 maggio 1679.

Charles, il quarto figlio, risulta essere stato matricola presso il Magdalen College di Oxford. Il 16 gennaio 1650 il Parlamento lo nominò agente del Commonwealth of England a Lisbona; in questo compito fu latore della richiesta di espulsione delle navi di Rupert del Palatinato dai porti portoghesi, e per lo stesso motivo fu costretto a fuggire a bordo di una nave della flotta dell'ammiraglio Robert Blake.

Altri due figli, William e Walter, prestarono servizio militare con la Repubblica delle Sette Province Unite. Walter, il quale sembra essere stato di simpatie realiste, scrisse diverse missive al padre, che vennero intercettate dai servizi di spionaggio del Parlamento e sono ora conservati nei cosiddetti Manoscritti Thurloe. Nel 1665 Carlo II lo reclutò come inviato presso l'Elettore Federico Guglielmo I di Brandeburgo; il 12 agosto 1668 venne promosso colonnello e inviato presso il Royal East Kent Regiment, morì nella Battaglia di Seneffe nel 1674 e seppellito al L'Aja.

Una delle figlie di Vane, Margaret sposò Sir Thomas Pelham, II baronetto di East Hoathly with Halland, mentre l'altra, Frances, sposò Robert Honeywood.